# Оливьери-Монро, Чарльз
Чарльз Оливьери-Монро (англ. Charles Olivieri-Munroe; род. 1969, Мальта) — канадский дирижёр, работающий преимущественно в Чехии.
Окончил музыкальный факультет Торонтского университета (1992) как пианист (ученик Бориса Берлина) и Академию музыки имени Яначека в Брно (1994) как дирижёр (у Отакара Трглика), занимался в мастер-классе Юрия Темирканова. В 1992—1994 гг. работал в Брненской камерной опере, в 1993—1995 гг. в Карловарском симфоническом оркестре, в 1995—1997 гг. в Филармоническом оркестре Брно. С 1997 г. главный дирижёр Филармонического оркестра Северной Чехии; одновременно в 2001—2004 гг. возглавлял Симфонический оркестр Словацкого радио. В 2000 г. стал лауреатом Международного музыкального фестиваля «Пражская весна». С 2006 г. преподаватель Пражской академии музыки. C 2011 года главный дирижёр Филармонического оркестра Южной Вестфалии.